# Gonomyia runa
Gonomyia runa är en tvåvingeart som beskrevs av Alexander 1947. Gonomyia runa ingår i släktet Gonomyia och familjen småharkrankar. Inga underarter finns listade i Catalogue of Life.